# HMS Forester (H74)
Pour les autres navires du même nom, voir HMS Forester.
Le HMS Forester (pennant number H74) est un destroyer de classe F lancé pour la Royal Navy en 1934.

## Conception
Le Forester est commandé, dans le cadre du programme naval de 1932, le 17 mars 1933 pour le chantier naval de J. Samuel White de Cowes sur l'île de Wight en Angleterre. La pose de la quille est effectuée le 15 mai 1933, le Forester est lancé le 28 juin 1934 et mis en service le 29 mars 1935.
Il est parrainé par la communauté civile de l'arrondissement municipal de Morley dans le West Riding of Yorkshire, dans le cadre de la Warship Week (semaine des navires de guerre) en mars 1942.
Le Forester est un des 9 navires de la classe F, version allongée de la classe A de 1927 et sur la classe D précédente, permettant d'améliorer leur endurance. La classe F est une répétition de la classe E avec quelques différences mineures Ses quatre canons, en affût simple, sont de 120 mm (4,7 pouces). Ils sont superposés deux à la proue et les deux autres à la poupe. Deux plateformes de tubes lance-torpilles quadruples de 533 mm sont présentes dans l'axe du navire, installées après les deux cheminées et séparées par une plateforme projecteur. Il n'est pas équipé à l'origine comme dragueur de mines.
Les destroyers des classes F déplacent 1 405 Long tons (1 428 t) en charge normale et 1 940 Long tons (1 970 t) en pleine charge. Ils ont une longueur totale de 100,3 mètres, une largeur de 10,1 mètres et un tirant d'eau de 3,8 mètres. Ils sont propulsés par deux turbines à vapeur à engrenages Parsons, chacune entraînant un arbre d'hélice, utilisant la vapeur fournie par trois chaudières à trois tambours Almirauty qui fonctionnent à une pression de 20,7 bar (300 psi) et à une température de 327 °C. Les turbines développent une puissance totale de 36 000 chevaux-vapeur (27 000 kW) et atteignent une vitesse maximale de 35,5 nœuds (65,7 km/h). Les destroyers transportent un maximum de 470-480 tonnes de mazout, ce qui leur donne une autonomie de 6 350 milles marins (11 760 km) à 15 nœuds (28 km/h).L'effectif du navire est de 145 officiers et matelots.
Une modernisation de temps de guerre est opérée dès 1940. À partir de mai 1940, le banc arrière des tubes de torpilles est retiré et remplacé par un canon antiaérien QF de 12 livres 20-cwt, le mât arrière et la cheminée étant coupés pour améliorer le champ de tir du canon. Quatre à huit canons Oerlikon QF de 20 mm sont ajoutés aux navires survivants, remplaçant généralement les supports de mitrailleuse de calibre .50 entre les cheminées. Au début de la guerre, le stockage des grenades sous-marines est passé à 38. En 1943, on lui enlève son canon "Y" sur le pont arrière pour permettre un stockage supplémentaire de grenades sous-marines et l'installation de deux lanceurs de grenades sous-marines supplémentaires. Le canon de 12 livres est retiré pour permettre l'installation d'un radiogoniomètre Huff-Duff sur un mât principal court et pour permettre le stockage de charges sous-marines supplémentaires. On remplace son canon "A" ou "B" par un mortier Hedgehog anti-sous-marin, et sa tour de contrôle et son télémètre au-dessus du pont sont retirés en échange d'un radar de repérage de cible Type 271. Un radar de recherche de surface à courte portée de type 286, adapté du radar ASV de la Royal Air Force, est également ajouté.

## Histoire
Achevé le 19 avril 1935, le Forester est initialement affecté à la 6e flottille de destroyers (6DF) de la Home Fleet (flotte intérieure), mais est envoyé en renfort de la Mediterranean Fleet (flotte méditerranéenne), avec la plupart de ses navires-jumeaux (sister ships), pendant la crise d'Abyssinie et la seconde guerre italo-éthiopienne entre le royaume d'Italie (Regno d'Italia) et l'Empire éthiopien (alors connu sous le nom de « Abyssinie » en Europe) en juin et y est resté jusqu'en février 1936.
Il est déployé à Gibraltar en septembre-octobre 1937 pendant la guerre civile espagnole de 1936-1939 pour appliquer l'embargo sur les armes imposé aux deux parties par les décrets du Comité international pour la non-intervention.
Le navire est ensuite rentré au Royaume-Uni et a passé les deux années suivantes avec la 6DF. La flottille est renumérotée 8e flottille de destroyers (8DF) en avril 1939, cinq mois avant le début de la Seconde Guerre mondiale. le Forester y reste affecté jusqu'en juin 1940, escortant les capital ships (les navires les plus grands et plus importants) de la flotte.

### Seconde Guerre mondiale
Après que 2 chalutiers de pêche aient été coulé par un sous-marin au large des Hébrides après le début de la Seconde Guerre mondiale en septembre 1939, les 6e et 8e flottille de destroyers reçoivent l'ordre d'inspecter la zone le 19 septembre. Le jour suivant, le Forester et trois de ses navires-jumeaux coulent le sous-marin allemand U-27 et reprennent ensuite leurs fonctions normales d'escorte. Le 11 février 1940, il aide à remorquer le pétrolier MV Imperial Transport endommagé au port après qu'il a été torpillé par le U-53. Deux mois plus tard, le Forester escorte le cuirassé Warspite pendant la deuxième bataille de Narvik le 13 avril et engagé plusieurs destroyers allemands. N'étant que légèrement endommagé, le Forester escorte le destroyer Cossack, très endommagé, jusqu'à Skjelfjord pour des réparations temporaires après la bataille. Deux jours plus tard, le Forester est l'un des escortes du cuirassé Rodney et du croiseur de bataille Renown alors qu'ils retournent à Scapa Flow pour se ravitailler en carburant. Début juin, le navire escorte le cuirassé Repulse et deux croiseurs à la recherche d'illusoires raids commerciaux allemands au large de l'Islande. Ils sont rappelés dans les eaux norvégiennes le 9 juin après que les Allemands ont lancé l'opération Juno, une attaque contre les convois alliés évacuant la Norvège, mais les Allemands sont déjà rentrés à la base lorsque les navires arrivent.

#### Force H
Fin juin 1940, la 8e flottille de destroyers reçoit l'ordre de se rendre à Gibraltar où il doit former les escortes de la Force H. Quelques jours plus tard, il participe à l'attaque contre les navires français de Vichy de Mers-el-Kébir qui y sont stationnés. Pendant l'opération MA 5, une attaque aérienne planifiée sur les aérodromes italiens en Sardaigne, le destroyer Escort est torpillé par le sous-marin italien Guglielmo Marconi le 11 juillet après que l'attaque a été annulée par manque de surprise. Un mois plus tard, le Forester est l'une des escortes de la Force H pendant l'opération Hurry, une mission visant à faire décoller des avions de chasse pour Malte et à mener une attaque aérienne sur Cagliari le 2 août. Le 13 septembre, la Force H a rendez-vous avec un convoi qui transporte des troupes destinées à capturer Dakar aux Français de Vichy. Dix jours plus tard, ils attaquent Dakar, mais sont repoussés par les défenses françaises de Vichy. Début octobre, le Forester escorte un convoi de troupes de Freetown, en Sierra Leone, vers le Cameroun français.
Le Forester retourne ensuite à Gibraltar et escorte les porte-avions Argus et Ark Royal pendant les opérations Coat et White en novembre. Le 21 novembre, le croiseur léger Despatch, le Forester et le Faulknor interceptent le MV Charles Plumier, un forceur de blocus français de Vichy, et l'escorte à Gibraltar. Le navire escorte la Force F à Malte pendant l'opération Collar plus tard dans le mois et participe à la bataille peu concluante du Cap Spartivento le 27 novembre.
Début janvier 1941 , il escorte la Force H pendant l'opération Excess et secourt l'équipage d'un bombardier italien abattu le 9 janvier.
Plus tard ce mois-là, le Forester et le Faulknor relèvent temporairement une partie des escortes du convoi WS 5B à destination de l'Égypte via le cap de Bonne-Espérance et restent avec le convoi jusqu'à Freetown. Avant d'y arriver le 26 janvier, ils sont détachés de la Force H pour renforcer la Force d'escorte de Freetown. Cela ne dure pas longtemps puisqu'ils reçoivent l'ordre d'escorter le convoi SL 67 et le cuirassé Malaya en route vers Gibraltar. Le 7 mars, les cuirassés allemands Gneisenau et Scharnhorst repèrent le convoi, mais l'amiral Günther Lütjens refuse d'attaquer lorsque le Malaya est repéré. Leur rapport provoque des attaques par deux U-Boote qui coulent cinq navires du convoi avant que la Force H ne le rejoigne trois jours plus tard. Le mois suivant, le Forester fait partie de l'escorte, avec cinq autres destroyers, du cuirassé Queen Elizabeth et des croiseurs légers Naiad, Fiji et Gloucester qui rejoignent la flotte méditerranéenne. Cela fait partie de l'opération Tiger qui comprend un convoi de ravitaillement transportant des chars vers l'Égypte et le transfert de navires de guerre vers et depuis la flotte méditerranéenne. Le Forester et ses sister ships font installer leur engin de dragage de mines à deux vitesses (Two-Speed Destroyer Sweep ou TSDS) pour leur permettre de servir de dragueur de mines rapide en route vers Malte. Malgré cela, un navire marchand est coulé par des mines et un autre endommagé. Plus tard ce mois-là, il participe à l'opération Splice, une autre mission dans laquelle les porte-avions Ark Royal et Furious font décoller des chasseurs pour Malte.
La Force H reçoit l'ordre de rejoindre l'escorte du convoi WS 8B dans l'Atlantique Nord le 24 mai, après la bataille du détroit du Danemark le 23 mai, mais elle reçoit un contre-ordre le 25 mai pour rechercher le cuirassé allemand Bismarck et le croiseur lourd Prinz Eugen. La forte mer augmente la consommation de carburant de toutes les escortes et le Forester est forcé de retourner à Gibraltar pour se ravitailler en carburant plus tard dans la journée avant de rejoindre les navires capital ships de la Force H le 29 mai, après que le Bismarck ait été retrouvé et coulé. Au début du mois de juin, le destroyer participe à deux autres missions de livraison d'avions à Malte (opérations Rocket et Tracer). De retour à Gibraltar pour se ravitailler en carburant, après avoir couvert un autre convoi WS à l'ouest de Gibraltar, il participe au naufrage du U-138, avec quatre de ses sister ships, le 18 juin. Fin juin, le Forester escorte le Ark Royal et le Furious alors qu'ils envoient d'autres chasseurs pour Malte dans le cadre de l'opération Railway.
Le 23 juillet, au cours d'un convoi de ravitaillement de Malte (opération Substance), le Forester repêche les survivants de sa sister ship Fearless, qui a été attaqué par des bombardiers-torpilleurs italiens Savoia-Marchetti SM.79, puis coule le navire naufragé et en feu avec des torpilles. Une semaine plus tard, il escorte les navires de la Force H qui couvrent un autre convoi de Malte (Opération Style). Au cours des mois suivants, le Forester participe à l'opération Halberd, un autre convoi maltais et escorte le Ark Royal et le Furious alors qu'ils effectuent plusieurs voyages de livraison d'avions vers Malte (Opérations Status, Status II et Callboy). À son retour au Royaume-Uni le 26 octobre, le destroyer est brièvement affecté au 11e groupe d'escorte avant de rejoindre la Home Fleet à Scapa Flow en novembre. Il entame ensuite un long carénage et des travaux qui durent jusqu'en avril 1942.

#### Convois russes, 1942
À la mi-avril, le Forester fait partie de l'escorte rapprochée du convoi PQ 14 vers Mourmansk. Le 28 avril, le Forester rejoint l'escorte du convoi QP 11 de retour, et deux jours plus tard, lorsque le croiseur léger Edinburgh est torpillé, avec sa sister ship Foresight, ils sont détachés pour escorter le croiseur paralysé jusqu'à Mourmansk. Le 1er mai, le Edinburgh et ses escortes sont attaqués par les destroyers allemands Z 24, Z 25 et Z 7 Hermann Schoemann. Le Forester tire ses torpilles sur le Z 25, mais il est touché presque simultanément par trois obus. Les canons "B" et "X" sont mis hors service et le tir dans la chaufferie n° 1 a temporairement mis hors service son appareil de propulsion. Douze membres d'équipage sont tués, dont son capitaine, et neuf sont blessés. Le Foresight est également temporairement mis hors service et les Allemands lancent une autre torpille sur le Edinburgh, le paralysant, avant de rompre l'engagement pour sauver l'équipage du Z 7 Hermann Schoemann paralysé. Les deux destroyers britanniques enlèvent les survivants du croiseur et le Foresight saborde le croiseur avec une torpille avant de retourner à Mourmansk pour des réparations temporaires. Le 13 mai, il navigue avec le Foresight et les destroyers Somali et Matchless comme escorte pour le croiseur léger Trinidad qui a été endommagé alors qu'il escortait le convoi PQ 13. Le lendemain, les navires subissent une attaque aérienne intense, et le Trinidad est encore plus endommagé et incendié. Le Forester récupère à son bord les blessés et les autres survivants, et le Trinidad est coulé par le Matchless. Le Forester arrive à Scapa Flow le 18 mai et prend immédiatement le chemin d'un chantier naval sur le Tyne pour des réparations qui durent jusqu'en octobre. Ce mois-là, il rejoint la 8e Flottille de drestroyers et reprend l'escorte des convois vers la Russie jusqu'en avril 1943. Le navire est ensuite réaménagé à Leith jusqu'en juin.

#### Service ultérieur, 1943-45
En juin 1943, le Forester se joint au 1er Groupe d'escorte canadien pour le convoi de l'Atlantique. Le 10 mars 1944, alors qu'il escorte le convoi SC 154, le Forester, avec le destroyer HMCS St. Laurent, la frégate HMCS Swansea et la corvette HMCS Owen Sound, coulent le sous-marin allemand U-845. Le navire reste en convoi dans l'Atlantique Nord jusqu'au 29 mai, date à laquelle il est transféré dans la Manche pour soutenir le débarquement de Normandie pendant les mois suivants. Le 20 août, le Forester et les destroyers Wensleydale et Vidette coulent le U-413 au large de Beachy Head. Le jour suivant, il engage et fait fuir des schnellboote avec les destroyers Melbreak et Watchman tout en défendant un convoi côtier de la Manche. En octobre, le navire est transféré au 14e groupe d'escorte au port de Londonderry pour la défense de convois. Le 1er décembre 1944, le Forester arrive à Liverpool pour y être réparé, puis reprend du service en mai 1945 et rejoint le Rosyth Escort Force.

#### Après-guerre
Le Forester est désarmé en août et réduit à la réserve de Dartmouth le 2 novembre. Il est remis à la BISCo le 22 janvier 1946 et vendu pour être démantelé. Le navire arrive à Rosyth pour être mis à la ferraille le 26 février par Metal Industries, Limited.

### Honneurs de bataille
- ATLANTIC 1939-44
- NARVIK 1940
- NORWAY 1940
- SPARTIVENTO 1940
- MALTA CONVOYS 1941
- ARCTIC 1942-43
- NORMANDY 1944
- ENGLISH CHANNEL 1944

### Participation auxconvois
Le Forester a navigué avec les convois suivants au cours de sa carrière:
1. Convoi Halberd
2. Convoi Tiger
3. Convoi HG 54
4. Convoi HX 252
5. Convoi HX 264
6. Convoi HX 270
7. Convoi HX 276
8. Convoi JW 51A
9. Convoi OG 66
10. Convoi OG 75
11. Convoi ON 195
12. Convoi ON 201
13. Convoi ON 207
14. Convoi ON 213
15. Convoi ON 219
16. Convoi ON 224
17. Convoi ONS 32
18. Convoi PQ 14
19. Convoi QP 11
20. Convoi QP 15
21. Convoi RA 52
22. Convoi RA 53
23. Convoi SC 154
24. Convoi SL/MKS 67
25. Convoi SL/MKS 92
26. Convoi WS 11XG
27. Convoi WS 12Z
28. Convoi WS 21S

### Commandement
- Lieutenant Commander (Lt.Cdr.) Edward Bernard Tancock (RN) du 31 janvier 1939 à janvier 1942
- Lieutenant Commander (Lt.Cdr.) George Pepys Huddart (RN) de janvier 1942 au 1er mai 1942
- Lieutenant (Lt.) Jack Bitmead (RN) du 1er mai 1942 au 20 mai 1942
- Lieutenant Commander (Lt.Cdr.) Robert Augustus Fell (RN) du 20 mai 1942 à mi-1942
- Lieutenant (Lt.) Jack Bitmead (RN) de mi-1942 au 4 août 1942
- Lieutenant Commander (Lt.Cdr.) James Arbouin Burnett (RN) du 4 août 1942 au 21 mai 1944
- Commander (Cdr.) George Windsor Gregorie (RNR) du 21 mai 1944 au 9 juillet 1944
- Lieutenant (Lt.) David Creagh Beatty (RN) du 9 juillet 1944 au 17 avril 1945
- Lieutenant Commander (Lt.Cdr.) Peter Ronald Ward (RN) du 17 avril 1945 au 6 juin 1945
- A/Lieutenant Commander (A/Lt.Cdr.) Louis John Hilary Gamble (RN) du 6 juin 1945 au 5 janvier 1946